# جایزه معمار
جایزه معمار، مهرماه هرسال توسط مؤسسه معمار نشر برگزار می‌شود. این جایزه هر ساله به برترین طراحان معماری ساختمان‌های کشور به لحاظ خلاقیت و نحوهٔ به‌کارگیری فضا در خدمت کاربری تعلق می‌گیرد.
فراخوان جایزه هر سال در سایت  مجله معمار  اواسط تیرماه منتشر می شود. 

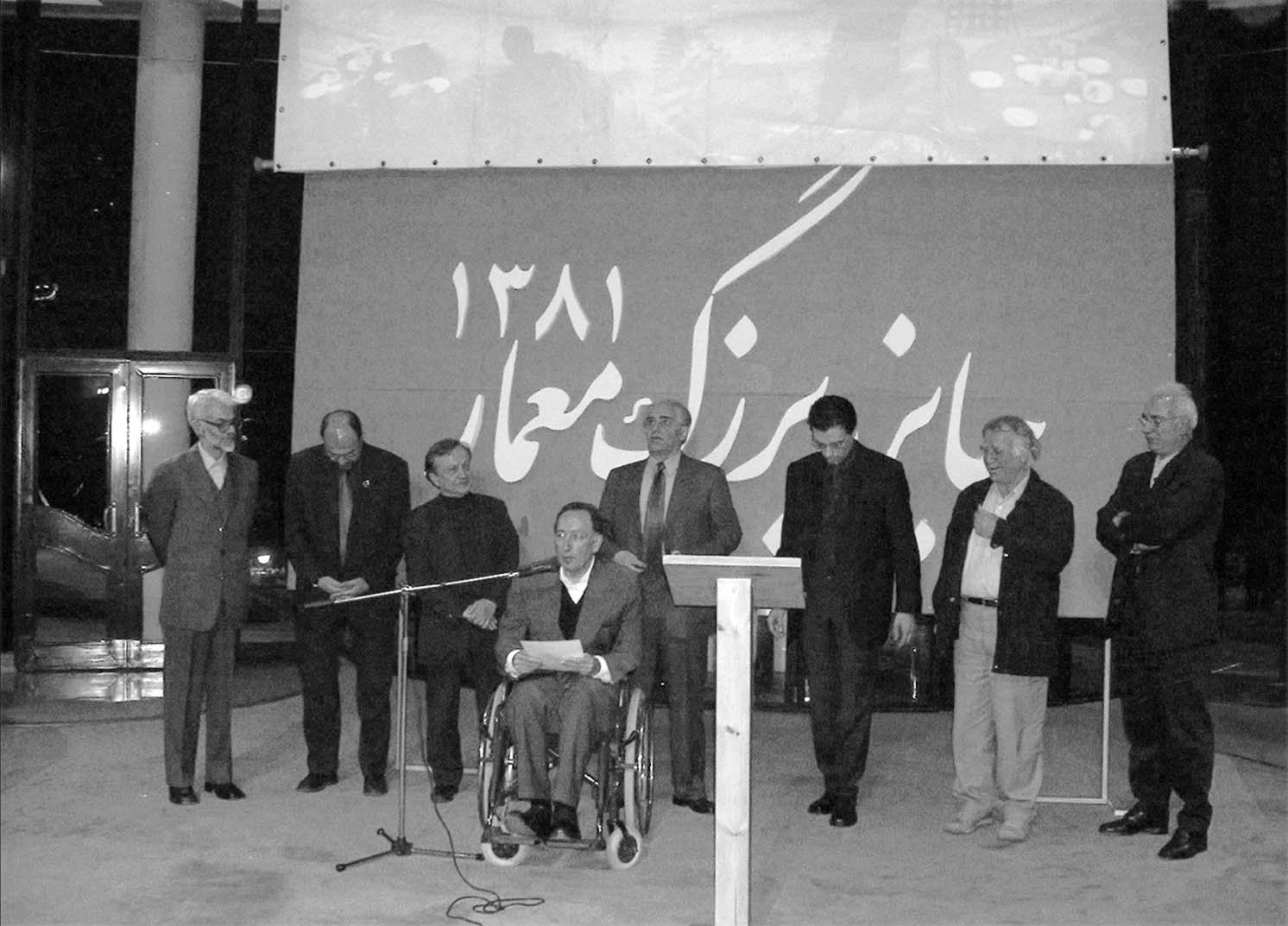

## تاریخچه
اولین دوره جایزه معمار در سال 1380 برگزار شد، و تا سال 1402 بیست و سه دوره برگزار شده است

## شرایط شرکت در جایزه معمار
شرایط:
1. پروژه‌های شرکت کننده باید ساخته و تکمیل شده باشند
2. در ایران ساخته شده باشند
3. قبلاً در جایزه معمار شرکت نکرده باشند.

## بخش‌ها
این جایزه در چهار بخش برگزار می‌شود.
1. مسکونی آپارتمانی
2. مسکونی ویلایی
3. عمومی
4. بازسازی

## داوران
داوران بیست و سه دوره جایزه معمار از سال ۸۰ تا 1402
| سال ۸۰   | محسن میرحیدر، محمدرضا جودت، ایرج کلانتری، بهرام شیردل، کامران افشارنادری                                                                                  |
| سال ۸۱   | هادی میرمیران، مهدی علیزاده، علی اکبر صارمی، کامبیز ناظرعمو، کامران افشارنادری                                                                            |
| سال ۸۲   | فومیهیکوماکی، مهدی علیزاده، محسن مصطفوی، داور ابی‌زاده، کامران افشارنادری                                                                                  |
| سال ۸۳   | حشمت الله منصف، شهاب کاتوزیان، هما فرجادی، نادر تهرانی، کامران افشارنادری                                                                                 |
| سال ۸۴   | مهدی علیزاده، بهروز احمدی، نسرین سراجی، هادی تهرانی، کامران افشارنادری                                                                                    |
| سال ۸۵   | حسین شیخ‌زین‌الدین، فرامرز شریفی، فیروز فیروز، نگار حکیم، بهرام شکوهیان                                                                                     |
| سال ۸۶   | ایرج کلانتری، فرخ درخشانی، محسن پدیدار، فریار جواهریان، علی‌کرمانیان                                                                                       |
| سال ۸۷   | فرخ قهرمان‌پور، فرهاد احمدی، مهوش مهرافشار، محمدرضا قانعی، ویسنته گایارت                                                                                   |
| سال ۸۸   | حسین شیخ‌زین‌الدین، کامران افشارنادری، رضا دانشمیر، فرانکو می‌کوچی                                                                                           |
| سال ۸۹   | گیسو حریری، مژگان حریری، نسرین سراجی، هادی تهرانی، نادر تهرانی                                                                                            |
| سال ۹۰   | مهدی علیزاده، سیدرضا هاشمی، بهرام شیردل، کریس بس، کامران افشارنادری                                                                                       |
| سال ۹۱   | فرامرز شریفی، علی‌اکبر صارمی، کامران افشارنادری، شامیل محمدزاده، آرمین دانشگر                                                                              |
| سال ۹۲   | مهرداد یزدانی، محمد مجیدی، سیروس باور، اسماعیل طلایی، ایرج کلانتری                                                                                        |
| سال ۹۳   | کامران افشارنادری، مهرداد حدیقی، حسین شیخ‌زین‌الدین، بهرام کلانتری، آرش مظفری                                                                               |
| سال ۹۴   | محمدرضا نیکبخت، سیدرضا هاشمی، فرهاد احمدی، ارشیا محمودی، هان تومرتکین (ترکیه)                                                                             |
| سال ۹۵   | سام تهرانچی‏، نگار حکیم‏، علیرضا تغابنی، ایرج کلانتری، فرانسیسکو مانگادو (اسپانیا)                                                                          |
| سال ۹۶   | حسین شیخ زین‌الدین، علی کرمانیان، رضا دانشمیر، رامبد ایلخانی، ژی (Zhi، چین)                                                                                |
| سال ۹۷   | شامیل محمدزاده، برنارد درور‏، محمدرضا قدوسی، مهرداد ایروانیان، زدِنک فرانک (چک)                                                                             |
| سال ۹۸   | کورش دباغ، علیرضا شرافتی، فرامرز شریفی، الهام گرامی‌زاده نایینی، محمد محمدزاده                                                                             |
| سال ۹۹   | سیروس باور، نشید نبیان‏، محمد عرب، کامبیز مشتاق گوهری، رضا حبیب‌زاده                                                                                        |
| سال 1400 | محمد مجیدی، سارا کلانتری، بابک زیرک، علیرضا تغابنی، مهران خوشرو                                                                                           |
| سال 1401 | مرحله اول: ایرج کلانتری، احسان حسینی، بهرام کلانتری، کامران حیرتی، شادی عزیزی مرحله نهایی: مهدی علیزاده، سیروس باور، مجید غمامی، احسان حسینی، آرماند درور |
| سال 1402 | ‌هان تومرتکین (ترکیه)، نسرین سراجی، فرامرز شریفی، حسین شیخ زین الدین، شامیل محمدزاده                                                                       |
| سال 1403 | ‌بهروز پاکدامن، سانجاي کانويندي Sanjay Kanvinde (هند)، پيتر ليب Peter Leeb (اتریش)، مهسا مجيدي، محمد محمدزاده                                              |